# Islas Cavalli
Las islas Cavalli son un pequeño grupo de islas cerca de Whangaroa, en la costa este de Northland, en el norte de Nueva Zelanda. Están situadas a 3 kilómetros al este de la bahía de Matauri, en tierra firme.
El grupo está formado por la isla de Motukawanui (con una superficie de 3,55 km²) y los islotes más pequeños de Motutapere, Panaki, Nukutaunga, Haraweka, Motuharakeke y Motukawaiti. La isla principal se utiliza como reserva natural, y algunas de las más pequeñas son de propiedad privada.
Las Cavallis fueron bautizadas así por el capitán James Cook el 27 de diciembre de 1769 durante su primer viaje de descubrimiento. En su diario, dejó constancia de que algunos maoríes "nos vendieron algunos peces -Cavallys, como se les llama-, lo que me llevó a dar a las islas el mismo nombre". Cook probablemente se refería al jurel, que abunda cerca de las islas y que los maoríes llaman araara.
El 2 de diciembre de 1987, el casco del buque Rainbow Warrior, bombardeado por Greenpeace, fue hundido entre la bahía de Matauri y las islas Cavalli, para que sirviera de pecio y santuario de peces.